# Palazzolo sull’Oglio
Palazzolo sull’Oglio – miejscowość i gmina we Włoszech, w regionie Lombardia, w prowincji Brescia.
Według danych na rok 2008 gminę zamieszkiwało 19 117 osób, 831 os./km².